# Hugo (abbot)
Abbot Hugo, Hugo den helige eller Hugo av Cluny, född 13 maj 1024 i Semur-en-Brionnais, död 28 april 1109 i Cluny, fransk abbot, helgon inom Romersk-katolska kyrkan.